# Hannon (fils de Bomilcar)
Pour les articles homonymes, voir Hannon.
Hannon, fils de Bomilcar, est l'un des commandants les plus importants du chef carthaginois Hannibal Barca lors de son expédition en Italie pendant la deuxième guerre punique.

#### Fonds antique
- Polybe, Histoires : livre III.
- Tite-Live, Historia de Roma desde su fundación : livre XXI.

#### Fonds moderne
- (en) Adrian Goldsworthy, The Fall of Carthage, Hachette UK, 2012 (ISBN 1780223064, lire en ligne).
- (de) Werner Huß, Geschichte der Karthager, Munich, C.H. Beck, 1985 (ISBN 9783406306549, lire en ligne).
- (en) John Francis Lazenby, Hannibal's War : A Military History of the Second Punic War, Londres, Aris and Phillips, 1978 (ISBN 0-85668-080-X, lire en ligne).
- (en) Tony Jaques, Dictionary of Battles and Sieges: A-E, Greenwood Publishing Group, 2007 (ISBN 0313335370, lire en ligne), p. 130.
- (en) William Smith, « 16. Hanno, son of Bomilcar », dans Dictionary of Greek and Roman Biography and Mythology, Londres, Walton and Maberly, 1854 (lire en ligne), p. 499.
- (de) « Hanno 16 », dans Realencyclopädie der classischen Altertumswissenschaft (lire en ligne).